# Dorcadion irakensis
Dorcadion irakensis är en skalbaggsart som beskrevs av Al-ali och Ghazally Ismail 1987. Dorcadion irakensis ingår i släktet Dorcadion och familjen långhorningar. Inga underarter finns listade i Catalogue of Life.